# Calyptrocolea
Calyptrocolea es un género de musgos hepáticas del orden Jungermanniales. Comprende 6 especies descritas y aceptadas: Es originario de Brasil.

## Taxonomía
El género fue descrito por Rudolf M. Schuster y publicado en Revue Bryologique et Lichénologique 34: 685. 1966[1967]. La especie tipo es: Calyptrocolea gemmipara R.M. Schust.

## Especies
- Calyptrocolea aureomarginata (R.M. Schust.) R.M. Schust.
- Calyptrocolea falcata (Hook.) R.M. Schust.
- Calyptrocolea occlusa (Hook. f. & Taylor) R.M. Schust.
- Calyptrocolea pittieri (Stephani) R.M. Schust.
- Calyptrocolea squarrosa (Grolle) R.M. Schust.
- Calyptrocolea tenuis (J.J. Engel & Grolle) R.M. Schust.